# Winter Fall
Winter Fall è un brano musicale del gruppo musicale giapponese de L'Arc~en~Ciel, pubblicato come secondo singolo estratto dall'album Heart, il 28 gennaio 1998. Il singolo ha raggiunto la prima posizione della classifica Oricon dei singoli più venduti in Giappone, rimanendo in classifica per ventiquattro settimane e vendendo 814 320 copie. Il singolo è stato ripubblicato il 30 agosto 2006.

## Tracce
CD Singolo KSCL-1029
1. winter fall
2. metropolis
3. winter fall (hydeless version)

Durata totale: 14:13

## Classifiche
| Classifica (1998) | Posizione più alta |
| ----------------- | ------------------ |
| Giappone (Oricon) | 1                  |